# Рыбное (Мысовской сельсовет)
Ры́бное (до 1948 года Казанти́п-Коса́; укр. Рибне, крымскотат. Qazan Tip Kosa, Къазан Тип Коса) — исчезнувшее село в Ленинском районе Республики Крым, располагавшееся в центре района и Керченского полуострова, на одноимённом мысе, включённое в состав Мысового, сейчас — куроротный район Азовского побережья Щёлкино.

## История
Впервые в доступных источниках селение встречается в «Памятной книге Таврической губернии 1889 года», по результатам Х ревизии 1887 года, согласно которой в деревне Казантип-Коса Петровской волости Феодосийского уезда числилось 42 двора и 250 жителей. На верстовой карте Крыма 1896 года в селении обозначено 46 дворов с русским населением.
Вновь встречается в Статистическом справочнике Таврической губернии. Ч.II-я. Статистический очерк, выпуск пятый Феодосийский уезд, 1915 год, согласно которому в деревне Казантип-Коса Петровской волости Феодосийского уезда числилось 41 двор (24 двора с землёй, 17 — безземельные) с русским населением в количестве 234 человек только «посторонних» жителей, из которых 119 мужчин и 115 женщин. Жители владели 311 десятинами удобной земли. В хозяйствах имелось 36 лошадей, 16 волов, 36 коров и 35 голов овец, свиней, или коз.
После установления в Крыму Советской власти, по постановлению Крымревкома, 25 декабря 1920 года был образован Керченский (степной) уезд, а, постановлением ревкома № 206 «Об изменении административных границ» от 8 января 1921 года была упразднена волостная система и село вошло в состав Петровского района Керченского уезда, а в 1922 году уезды получили название округов. 11 октября 1923 года, согласно постановлению ВЦИК, в административное деление Крымской АССР были внесены изменения, в результате которых округа были отменены, Керченский округ слили с Феодосийским, Петровский район упразднили, влив в Керченский район. Согласно Списку населённых пунктов Крымской АССР по Всесоюзной переписи 17 декабря 1926 года, в селе Казантип-Коса, Казантипского сельсовета Керченского района, числился 41 двор, из них 36 крестьянских, население составляло 178 человек, из них 164 украинца, 10 русских, 4 грека. Постановлением ВЦИК «О реорганизации сети районов Крымской АССР» от 30 октября 1930 года (по другим сведениям 15 сентября 1931 года) Керченский район упразднили и село включили в состав Ленинского. На подробной карте РККА Керченского полуострова 1941 года в селе Коса обозначено 44 двора..
С 25 июня 1946 года селение в составе Крымской области РСФСР. Указом Президиума Верховного Совета РСФСР от 18 мая 1948 года, село Казантип-Коса переименовали в Рыбное. 26 апреля 1954 года Крымская область была передана из состава РСФСР в состав УССР. Рыбное присоединили к Мысовому в 1957 году (согласно справочнику «Крымская область. Административно-территориальное деление на 1 января 1968 года» — в период с 1954 по 1968 годы).